# WEBマンガ総選挙
WEBマンガ総選挙（WEBマンガそうせんきょ）は、Webマンガを対象とした人気投票企画。2017年に始まり、ピクシブと日本出版販売が協同で企画している。
対象は、Web上で発表された後に書籍化されたマンガで、2017年度に同時開催のインディーズ部門ではまだ書籍化が決定していないマンガも対象となっていた。

## 概要
2017年の6月から8月に、「今もっともWebで愛されているマンガを投票してもらう企画」として開催された。

## 実施方法
ユーザーからノミネート候補作品を募集し、多くの声を集めた作品50タイトルがノミネート作品となる。その後「WEBマンガ総選挙」特設ページにてユーザー投票を行い、各賞を決定する。1日1回1ポイントの投票が可能な一般投票（2017年度はpixivアカウント、2018年度はTwitterアカウントが必要）と、コミックス購入により獲得できるシリアルナンバー付き投票券での投票（2017年度は3ポイント、2018年度は10ポイント）がある。

## 受賞作品

### 2017年版
投票期間は2017年7月14日から8月7日まで、結果発表は2017年9月9日。総投票ポイント数：690894ポイント。
| 順位 | 一般部門                         | インディーズ部門                   |
| ---- | -------------------------------- | ---------------------------------- |
| 1    | ヲタクに恋は難しい               | うらみちお兄さん                   |
| 2    | 雷神とリーマン                   | ゆくゆくふたり                     |
| 3    | 幸色のワンルーム                 | 元カレが腐男子になっておりまして。 |
| 4    | ゆるお先輩とわたし               |                                    |
| 5    | 佐々木と宮野                     |                                    |
| 6    | ヤンキーショタとオタクおねえさん |                                    |
| 7    | トリマニア                       |                                    |
| 8    | そうしそうあい                   |                                    |
| 9    | テラモリ                         |                                    |
| 10   | On the way to Living Dead        |                                    |

### 2018年版
投票期間は2018年6月1日から8月6日まで、結果発表は2018年9月13日。
| 順位 | 作品名                                             |
| ---- | -------------------------------------------------- |
| 1    | 四十七大戦                                         |
| 2    | うらみちお兄さん                                   |
| 3    | おじさまと猫                                       |
| 4    | セレベスト織田信長                                 |
| 5    | 佐々木と宮野                                       |
| 6    | 本橋兄弟                                           |
| 7    | マキとマミ〜上司が衰退ジャンルのオタ仲間だった話〜 |
| 8    | 先輩がうざい後輩の話                               |
| 9    | 極主夫道                                           |
| 10   | 犬と猫どっちも飼ってると毎日たのしい               |

### 2019年版
投票期間は2019年7月1日から8月27日まで、結果発表は2019年10月17日。
| 順位 | 作品名                                   |
| ---- | ---------------------------------------- |
| 1    | 新しい上司はど天然                       |
| 2    | ほむら先生はたぶんモテない               |
| 3    | 堕天作戦                                 |
| 4    | 絶対BLになる世界VS絶対BLになりたくない男 |
| 5    | 30歳まで童貞だと魔法使いになれるらしい   |
| 6    | せんせいのお人形                         |
| 7    | クールドジ男子                           |
| 8    | さくらのはなみち                         |
| 9    | お兄ちゃんはおしまい!                    |
| 10   | あせとせっけん                           |

### 2020年版
| 順位 | 作品名                                             |
| ---- | -------------------------------------------------- |
| 1    | デイズ・オン・フェス                               |
| 2    | 乙ゲーにトリップした俺♂                            |
| 3    | 30歳まで童貞だと魔法使いになれるらしい             |
| 4    | ダンピアのおいしい冒険                             |
| 5    | 声がだせない少女は「彼女が優しすぎる」と思っている |
| 6    | イチャイチャするとお金が湧いちゃう2人の話          |
| 7    | 恋する(おとめ)の作り方                             |
| 8    | 佐々木と宮野                                       |
| 9    | 忍者と極道                                         |
| 10   | みなと商事コインランドリー                         |

### 特別編
2023年5月11日に発表、過去10年間で発表されたWebマンガ作品がノミネート対象となった。
| 順位 | 作品名                                                                   |
| ---- | ------------------------------------------------------------------------ |
| 1    | 佐々木と宮野                                                             |
| 2    | みなと商事コインランドリー                                               |
| 3    | 訳アリ心霊マンション                                                     |
| 4    | 30歳まで童貞だと魔法使いになれるらしい                                   |
| 5    | 悪役令嬢の中の人〜断罪された転生者のため嘘つきヒロインに復讐いたします〜 |
| 6    | Obey Me! The Comic                                                       |
| 7    | 恋する(おとめ)の作り方                                                   |
| 8    | 踏んだり、蹴ったり、愛したり                                             |
| 9    | おかえり、初恋。                                                         |
| 10   | 息できないのは君のせい                                                   |

### 2023年版
投票期間は2023年10月24日から11月13日まで、結果発表は2024年1月25日。
| 順位 | 作品名                                                                   |
| ---- | ------------------------------------------------------------------------ |
| 1    | みなと商事コインランドリー                                               |
| 2    | 訳アリ心霊マンション                                                     |
| 3    | 悪役令嬢の中の人〜断罪された転生者のため嘘つきヒロインに復讐いたします〜 |
| 4    | プリンタニア・ニッポン                                                   |
| 5    | 拷問バイトくんの日常                                                     |
| 6    | お前、タヌキにならねーか?                                                |
| 7    | 幼稚園WARS                                                               |
| 8    | うちらはマブダチ                                                         |
| 9    | おかえり、初恋。                                                         |
| 10   | 魔王城の料理番 〜コワモテ魔族ばかりだけど、ホワイトな職場です〜          |